# Barnsley (South Yorkshire)
Barnsley is een civil parish in het bestuurlijke gebied Barnsley, in het Engelse graafschap South Yorkshire. De plaats telde in 2011 91.000 inwoners.

## Sport
Barnsley FC is de betaaldvoetbalclub van de stad en speelt haar wedstrijden in het Oakwell Stadium. Barnsley FC won in 1912 de FA Cup.
In de Barnsley Metrodome houdt de Professional Darts Corporation met enige regelmaat Players Championships en andere toernooien.

## Geboren
- Hudson Taylor (1832-1905), arts en zendeling
- Arthur Scargill (1938), vakbondsleider
- Stephen Lodge (1952), voetbalscheidsrechter
- Shaun Dooley (1974), acteur
- Kenny Doughty (1975), acteur
- John Stones (1994), voetballer